# 平方英尺
平方英尺（英語：square foot）是使用於英國（聯合王國）、其（前）殖民地和英聯邦國家的面積單位。美國等國家也使用它。
在香港，「平方英尺」通常約定俗成地簡寫成「呎」（主要用於住宅銷售，如單位建築面積xxx呎、呎價xxx元），並經常用於計算樓面面積。

## 單位換算
1平方英尺 = 144 平方英寸 = 929.0304 平方厘米 = 0.09290304 平方米（准确值）